# Japanagromyza sordidata
Japanagromyza sordidata este o specie de muște din genul Japanagromyza, familia Agromyzidae, descrisă de Spencer în anul 1962. Conform Catalogue of Life specia Japanagromyza sordidata nu are subspecii cunoscute.